# مبدأ (اخترشناسی)
مبدأ در اخترشناسی به لحظه‌ای می‌گویند که مشخصات وابسته به زمانِ یک شیء آسمانی ثبت شده است، مانند مختصات. ثبت مبدأ برای ثبت اطلاعات وابسته به زمان بسیار ضروری است، زیرا از طریق آن می‌توان همان مشخصات را در زمانی دیگر با محاسبه به‌دست آورد.

## جِی۲۰۰۰
J2000 به‌معنی ساعت ۱۲، ۱ ژانویهٔ سال ۲۰۰۰ است، و J1900 به‌معنی ساعت ۱۲، ۳۱ دسامبر سال ۱۸۹۹ میلادی است.